# توافق كهرطيسي
التوافق الكهرطيسي هو فرع من فروع علم الكهرباء، والتي تعني أن لا تؤثر الأمواج الكهرطيسية لأجهزة ما سلباً على أخرى، بما لا يؤدي إلى خلل واضطرابات في عمل وظائف الأجهزة الكهربائية مثل الغسالة والمكوى واجهزة أخرى عبر تداخل الأمواج الكهرطيسية فيما بينها، وهذه الموجات الصادرة من الاجهزة قد تؤدي أيضا إلى الامراض واضرار في البيئة.

## أمثلة على التوافق الكهرطيسي
- الموجات الصادرة من الهاتف المحمول قد تؤدي إلى فتح الوسادة الهوائية في السيارة (Airbag).
- التفريغ الكهربائي الناتج من جسم الإنسان قد يؤدي إلى تعطيل الأجهزة على سبيل المثال مشغل MP3.
- التشويش على أجهزة المطارات

## أنواع الاقتران
- اقتران بالسعة أو كهربائي:

يحدث بين اثنان من الموصلات الكهربائية عندما يكون جهدهما مختلف مما يودي إلى انتقال التيار الكهربائي من موصل كهربائي جهده كبير إلى الآخر حتى بتساوى بالجهد.

### اقتران حثي أو مغناطيسي
تحدث بين اثنان من الموصلات الكهربائية الواقعة في حقل مغناطيسي متغير. وذلك بسبب قانون مايكل فاراداي وهو
تغيير التدفق المغناطيسي داخل لفـّـة من موصـّـل كهربائي (electrical conductor) يؤدّي إلى جهد مـُـحـَـث ّ (induced voltage) حتـّـى يولـّـد التيـّـار من خلاله حقلاً مغناطيسيـّــاً الذي يتوجــّـه مضادّ تغيير التدفق المغناطيسي المسبـّـب له. '

### اقتران جلفاني
يحدث بين دائرتين كهربائيتين عندما يمر التيار الكهربائي لدائرتين بنفس معاوقة. مما يؤدي إلى تغير قيمة المقاومة (المستقبل) في كلا الدائرتين.

### اقتران الإشعاع
ويحدث عندما يصبح الموصل الكهربائي هوائي ويتم استقباله على سبيل المثال من الراديو.

## القوانين
لهذا بعض الدول قامت بعمل قوانين وأنظمة لا تسمح ببيع الأجهزة الالكترونية في بلدها الا بعد اجتيازها اختبار معين يختبر فيه الجهاز على مدى مقاومته للموجة كهرطيسية واختبار الجهاز لعدم إرساله الموجات الكهرطيسية الغير مرغوب بها